# Vejstrup
 Ikke at forveksle med Vejstrup Sogn (Kolding Kommune).
Vejstrup er en by på Sydøstfyn med 395 indbyggere  (2024), beliggende 26 km syd for Nyborg og 10 km nordøst for Svendborg. Byen hører til Svendborg Kommune og ligger i Region Syddanmark.
Vejstrup hører til Vejstrup Sogn. Vejstrup Kirke ligger i den sydlige ende af byen, Vejstrup Valgmenighedskirke i den nordlige ende.

## Faciliteter
Vejstrup Efterskole 1 km øst for byen er en Grundtvig-Koldsk skole, der er startet som højskole i 1867. Vejstrup Forsamlingshus blev bygget i 1911 på pæle, rammet ned i den nordlige del af det ret store gadekær, hvis sydlige del stadig findes ved siden af forsamlingshuset. Huset har en stor og en lille sal. Vejstrup Borgerforening er stiftet i 1982. Ådalen Plejecenters ældste bygning er fra 1949 og renoveret i 2014. De resterende bygninger er tilbygget senest i 2005, så centret nu er 4-længet med gårdhave i midten.

## Historie
Navnet Vejstrup kommer af mandenavnet Wigh og Torp, der betyder udflytterbevægelse.

### Møntfundet fra Vejstrup
15. december 1948 fandt to gartnere under nedgravning af nogle buske på Lindegaards mark en stor lerpotte med mønter. Den indeholdt 15.964 hele mønter og 11 brudstykker. Det er det næststørste fund af danske borgerkrigsmønter, og det formodes, at nedgravningen er foretaget i 1326-28.

### Udskiftningen
Udskiftningen af gårdene skete i 1795 og 1805. I alt blev 13 gårde udflyttet ved en blokudskiftning. To gårde, Lindegård og Vosmose, er forblevet i byen.

### Stationsbyen
I 1899 beskrives Vejstrup således: "Vejstrup, ved Landevejen, med Kirke, Valgmenighedskirke, Bolig for Valgmenighedens Præst (opf. 1897), Skole, Folkehøjskole (opr. 1867), Øvelseshus (opf. 1879), Andelsmejeri („Vejstrup Hals"), Jærnbane- og Telefonstation samt Fattiggaard for Oure-Vejstrup Komm. (paa Vejstrup Mark, opf. 1877, Plads for 30 Lemmer)." "Øvelseshus" var dengang betegnelsen for et forsamlingshus, men det var altså ikke det nuværende. Mejeriet blev i 1907 flyttet til det store gule hus, der stadig findes på Landevejen gennem byen. Mejeriet blev nedlagt i 1947, og huset rummer nu lejligheder.
Vejstrup havde jernbanestation på Svendborg-Nyborg Banen (1897-1964). Stationsbygningen er bevaret på Jernbanevej 5.